# Garage rock
El garage rock (en español, rock de garaje) es un subgénero del rock que combina aspectos sonoros del doo-wop, del R&B y del rock instrumental con los ritmos característicos del blues y del surf rock y de la música instrumental. Este subgénero musical es la forma cruda y enérgica de rock and roll y rockabilly.
Suele utilizar estructuras de acordes muy básicas y sencillas, interpretadas con guitarras eléctricas distorsionadas (principalmente por pedales como el fuzzbox); aunque también es habitual el uso de teclados. En general las letras son poco sofisticadas y, a veces, muestran una actitud airada y agresiva. 
El término de rock de garaje viene del hecho de que sus intérpretes eran grupos compuestos por adolescentes y jóvenes aficionados, con una escasísima preparación musical, que solían reunirse «para tocar y ensayar en el garaje de sus casas». La música de estas bandas era, por lo general, mucho menos elaborada que los originales en los que se inspiraban (dado que sus intérpretes poseían escasa pericia instrumental. Chicos de entre quince y veinte años, apenas sabían tocar unos pocos acordes); pero, a cambio, estaba repleta de pasión y energía juvenil, lo que algunos consideran el verdadero espíritu del Rock'n'Roll. La mayor parte de las bandas utilizaban sencillas secuencias de notas octavas y quintas debido, además de a lo anteriormente explicado, a que los amplificadores de la época poseían mucha distorsión a un volumen alto y se sobre-saturaban. Con el uso de esas notas (a lo que se añadía una batería agresiva y unas letras pegadizas) se disimulaba este problema y se conseguían sorprendentes resultados.
A principios de los años 1970, cuando el movimiento ya había desaparecido como tal pero (paradójicamente) fue redescubierto por la crítica musical, llegó a usarse la palabra "Punk" para definir tanto este tipo de música como a los grupos que la tocaban. De ahí que garage rock y garage punk sean términos prácticamente intercambiables. O que, a veces, se emplee también el término Sixties Punk (o "60's Punk") como otra denominación para el Rock de Garaje original. Y de ahí también que, cuando en 1976-77 surgió el movimiento Punk propiamente dicho, muchos de sus miembros se autorreivindicasen ideológica, musical y estéticamente, declarándose herederos directos de las bandas de garaje de mediados de los años sesenta.

## Nacimiento y auge del garage rock durante la década de 1960

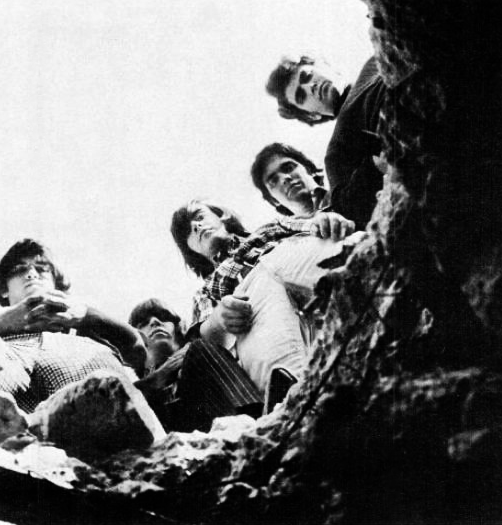
The Count Five (1966).

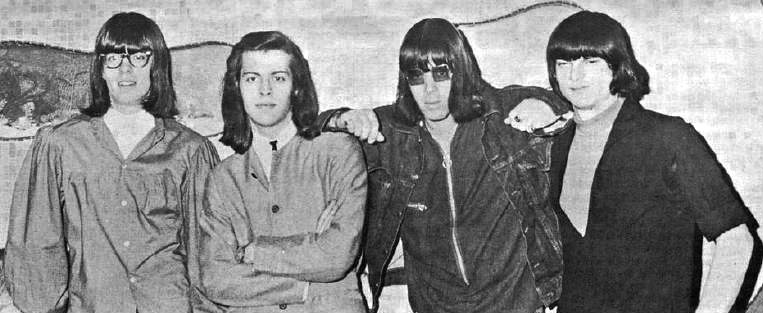
The Seeds en 1966.

Sobre el nacimiento del Rock de Garaje hay cierta polémica. La crítica europea vio el fenómeno, durante mucho tiempo, como una consecuencia de la Invasión Británica. Según esa teoría, los jóvenes americanos, deslumbrados por el éxito de las bandas procedentes de Gran Bretaña, se dedicaron a intentar reproducir los sonidos que venían del otro lado del Océano Atlántico (sobre todo los más ásperos, como el Rythm'n'blues de The Rolling Stones, The Yardbirds, Them, The Pretty Things o los primerísimos The Kinks) aunque de una forma más amateur y, en consecuencia, mucho más cruda, lo que terminó otorgando a su estilo un carácter diferencial. En cambio, los críticos estadounidenses han demostrado que ya antes de la British Invasión el estilo estaba casi definido. Y que pueden rastrearse sus antecedentes en el surf instrumental, el Frat-rock, la actitud en el escenario Rockabilly o los sonidos primitivistas de clásicos como Bo Diddley o Link Wray y otros pioneros del Rock'n'roll de los años 1950.

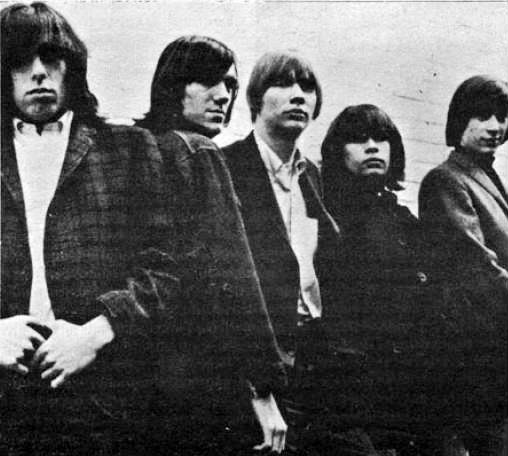
The Blues Magoos (1966).

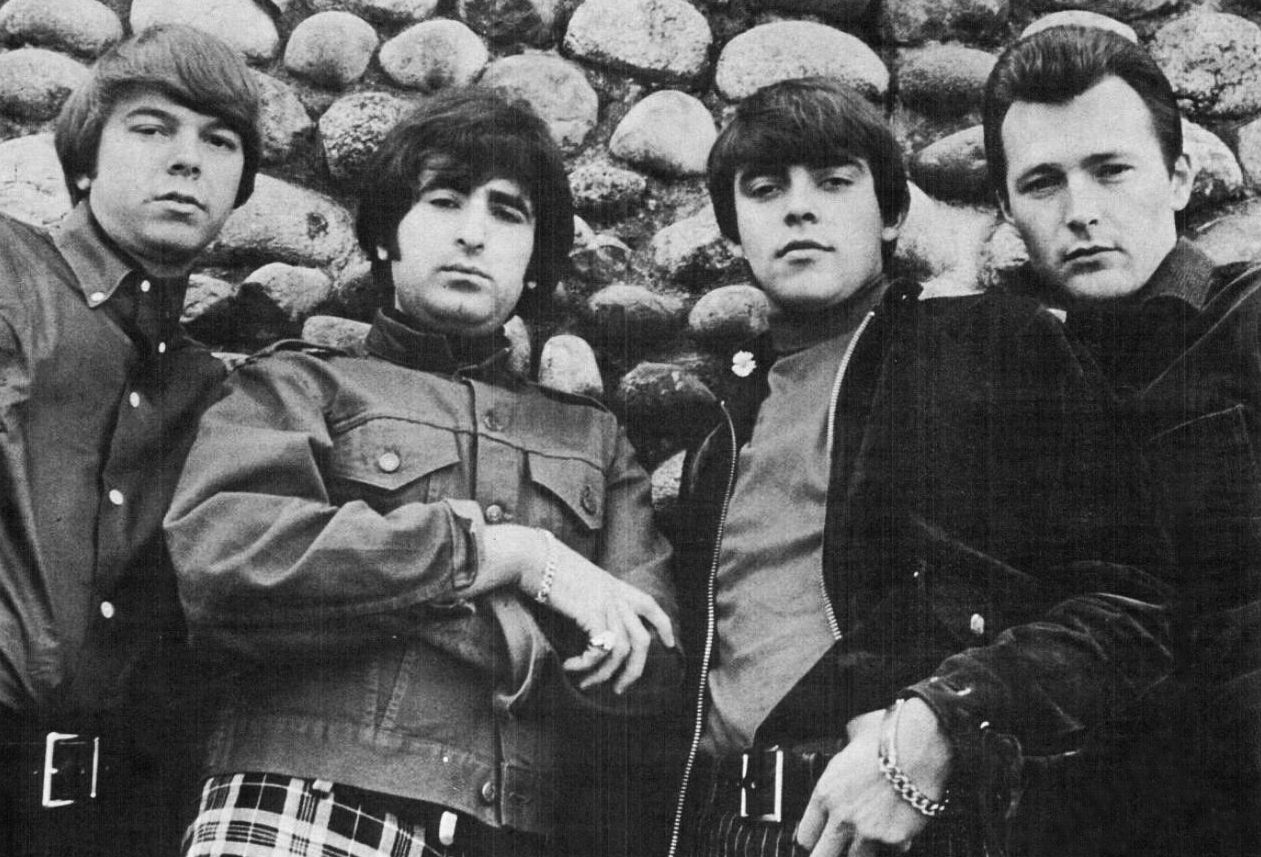
The Standells (1966).

En cualquier caso, lo que está claro es que miles de combos de garaje aparecieron en los Estados Unidos entre 1963 y 1968, pero solo unos pocos —The Shadows of Knight, The Count Five, The Seeds, The Leaves, Question Mark & the Mysterians, The Blues Magoos, The Remains o The Standells— tuvieron algo de éxito (y aun así relativo, ya que la mayor parte de las veces solo alcanzaron las listas estatales, no las nacionales), mientras la inmensa mayoría se limitaron a grabar singles aislados, con tiradas muy escasas y una distribución prácticamente inexistente más allá de su condado natal. En realidad, las canciones relacionadas con el garage rock que más alto llegaron en listas fueron Louie Louie de The Kingsmen y Surfin' Bird de The Trashmen, las dos en el año 1963. A pesar de que ninguno de estos dos grupos puede ser considerado una "banda de garaje" en sentido estricto (los primeros eran semi-profesionales, y estaban relacionados con el Frat-rock, mientras que los segundos eran un grupo de música surf), ambos temas forman parte de la historia del género (y de la música en general) e influyeron tremendamente en el sonido de las bandas surgidas posteriormente. De hecho, Louie Louie ha sido descrita, alguna vez, como el prototipo perfecto del "sonido garaje" y la primera canción punk propiamente dicha.
Si bien es cierto que no tuvieron éxito a nivel nacional, hay que aclarar que las garage-bands sí solían tener su "minuto de gloria" en el reducido ámbito de sus ciudades y comarcas. La extensa red de radios locales estadounidenses posibilitaba que las pequeñas emisoras tocaran con frecuencia los sencillos de las bandas de su localidad. Así, hoy todavía resulta curioso leer las listas de éxitos de minúsculas estaciones radiofónicas (con un área de escucha de apenas unos pocos kilómetros a la redonda) en las que, junto a grandes clásicos como The Rolling Stones, The Beatles, The Byrds, Tom Jones, Aretha Franklin o The Beach Boys, aparecen temas de garage-bands semi-ignotas como The Outcasts, The Others, The Squires, The Litter o The Third Bardo. Casi en igualdad de condiciones.
Por otra parte, la existencia de eventos conocidos con el nombre de Battle Of The Bands y que se celebraban con frecuencia tanto en grandes ciudades como en pequeños pueblos de todo el país y en los que varias docenas de bandas competían entre sí para conseguir un premio (la grabación de un sencillo de 45rpm, la mayor parte de las veces) suponía la posibilidad de darse a conocer siquiera fuese en los condados o pueblos vecinos.
Hay que aclarar que en su momento (1963-68) el rock de garaje no tuvo conciencia de sí mismo. Las bandas y los jóvenes que las integraban no eran conscientes de formar parte de un movimiento ni de tener nada especialmente en común (más allá del hecho de tocar rock'n'roll). De hecho, la expresión "garage-band" tenía, en principio, cierto sentido peyorativo. Al igual que la otra palabra usada para nombrarlos: "punk". Ambas aludían a su escasa o inexistente pericia instrumental, su falta de profesionalidad y ambiciones, su amateurismo y su extremada juventud. Algo que se percibía como negativo y fallido. La consideración del Garage Rock como un auténtico movimiento musical, estético e incluso ideológico vino después, a mediados de la década de 1970, cuando todo había terminado y generaciones que no habían participado en ello descubrieron y reivindicaron ese tipo de sonido y actitud.

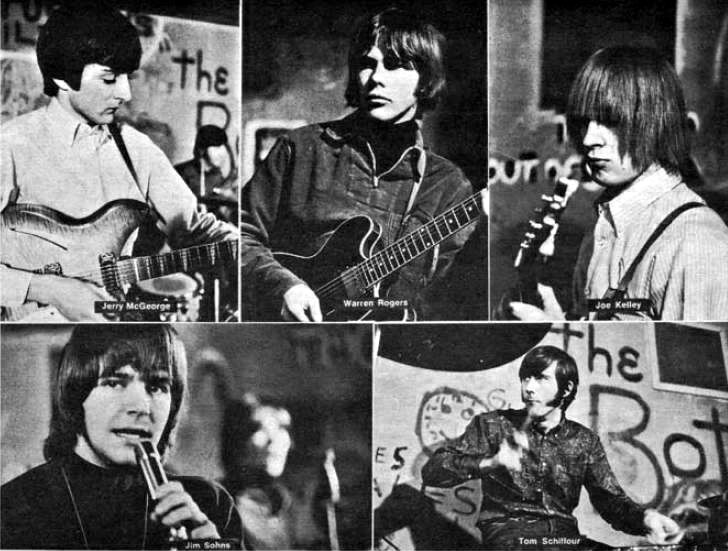
The Shadows of Knight (1966).

Existe una especie de lugar común según el cual la mayor parte de las bandas de garaje surgieron en el centro de los Estados Unidos (el Mid-West), pero lo cierto es que el fenómeno se extendió por todo el país. Así, ejemplos prototípicos de garage-bands fueron The Sonics, que eran de Tacoma (Washington), The Seeds o The Music Machine, que provenían de California, The 13th Floor Elevators que eran texanos, Question Mark & the Mysterians (banda integrada en su totalidad por jóvenes de origen chicano) que surgieron en Míchigan o The Remains, que procedían de Boston. E incluso en Canadá el movimiento tuvo enorme presencia (podemos citar como ejemplo a The Haunted; pero hubo muchos más grupos).
Como detalle adicional, hay que señalar que en los últimos años se ha querido incluir en la categoría de rock de garaje o Garaje-Punk "original" (de los años 1960) a algunas bandas de otros países (como Australia, Reino Unido, Países Bajos, España, Italia, Japón, Perú o Uruguay), cuyo sonido, espíritu y trayectoria las emparenta estrechamente con sus contemporáneas norteamericanas. A ese respecto, hay que dejar claro que, a pesar de los evidentes puntos de contacto, el movimiento fue exclusivamente estadounidense (y que, como mucho, pueden incluirse también grupos originarios de Canadá).
Cosa distinta fue el Revival que tuvo lugar a partir de la década de 1980, que sí afectó a otros países, sobre todo a Europa Occidental (y, en mucha menor medida, a Latinoamérica) y que se verá en su apartado correspondiente.

## Desaparición del garage rock original en torno a 1968

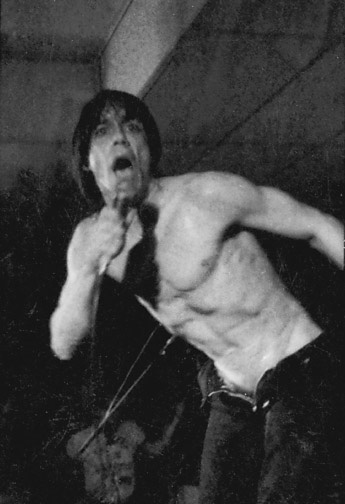
Iggy Pop, cantante y líder de The Stooges.

Hacia 1968 las bandas de garaje y el Garage Rock desaparecieron casi de un día para otro. Se han señalado diversas circunstancias para explicarlo. En primer lugar, la aparición de nuevos estilos musicales como la psicodelia, el rock progresivo, el country rock o el renacimiento del blues eléctrico, trajeron consigo un cambio estético y musical evidente. Para interpretar ese tipo de músicas se requería una pericia instrumental de la que la mayor parte de los componentes de las bandas de garaje carecían. Además, el espíritu era muy distinto: el amateurismo de las garage-bands llevaba implícito, ya desde el principio, un plazo de vida muy corto para la inmensa mayoría de los grupos. Los jóvenes crecían, buscaban trabajo, se casaban, formaban una familia y (por así decirlo) "sentaban la cabeza", abandonando la música. Su periodo en una banda de garaje se consideraba apenas una aventura juvenil, pues nunca se habían planteado (ni habían tenido ocasión de hacerlo) la profesionalización.
No obstante, hubo ejemplos de grupos que sí evolucionaron y desarrollaron una carrera más allá del Garage Rock. Bandas tan famosas en la historia de la música Rock como The Grateful Dead, Quicksilver Messenger Service, Creedence Clearwater Revival y ZZ Top procedían, respectivamente, de garage-bands denominadas The Warlocks, The Brogues, The Gollywogs y The Moving Sidewalks. Sir Douglas Quintet fue otra agrupación que mantuvo una trayectoria muy larga (llegó hasta los años 1990), abandonando el Garage Rock a finales de los años 1960 para centrarse cada vez más en los sonidos tex-mex. En cualquier caso, hay que reconocer que estos casos fueron la excepción.
En cuanto a la responsabilidad que la aparición de la psicodelia tuvo en el fin de las bandas de garaje, hay quien ha matizado que el rock psicodélico no era un estilo incompatible con el Garage Rock sino todo lo contrario. De hecho, la primera vez que la palabra "psicodelia" apareció impresa en la carátula de un disco lo hizo, precisamente en 1966, incluida en los títulos de los primeros álbumes de dos grupos de garage tan representativos como The 13th Floor Elevators y The Blues Magoos. Algunas bandas garajeras mantuvieron, además, una relación estrecha (y muy fructífera) con los sonidos psicodélicos, como fue el caso de The Electric Prunes o The Chocolate Watchband. Siendo eso cierto, también parece claro que la propia evolución de la psicodelia y su deriva, entre otras cosas, hacia el rock progresivo, representaba algo totalmente diferente al espíritu original del garage-punk; incluso incompatible.
Por último, hay que recordar que por aquel entonces en Estados Unidos existía el Servicio Militar Obligatorio y que la guerra de Vietnam estaba en su apogeo; de forma que el reclutamiento fue una de las causas (y no de las menores) del fin de muchas garage-bands.
Lo que está claro es que a partir de 1968 y tras la llegada de nuevos estilos musicales y la desaparición de las bandas amateurs, hubo una especie de olvido casi total del Garage Rock durante muchos años. No obstante, grupos como The Stooges, MC5 (que, en su origen, en torno a 1966-67, habían sido auténticas garage-bands), The Flamin' Groovies (que se mantuvieron escrupulosamente fieles a los viejos sonidos y ajenos a las modas dominantes) o The New York Dolls supusieron, ya en la década de 1970, un nexo de unión entre el viejo Garage-rock de los años 1960 (o, como también fue llamado a partir de ese momento: "Sixties Punk") y el nuevo punk surgido en 1976-77; hasta el punto de ser considerados como ejemplo de lo que podría llamarse "Proto-punk"

## Resurgimiento. El Revival de los años 1980
En 1972 Lenny Kaye (que poco después sería miembro de la banda punk de Patty Smith) recopiló en un doble LP llamado Nuggets —subtitulado "Original Artyfacts From The First Psychedelic Era (1965-1968)"— dos docenas de grupos (y canciones) de Garage Rock de los años 1960 que dormían en el olvido. La publicación del disco pasó desapercibida al principio, pero apenas dos o tres años después fue creando una legión de seguidores entre las nuevas generaciones que no habían conocido la escena original y que odiaban el "rock de FM", el rock sinfónico y "de gran estadio" (que percibían como algo domesticado, previsible, serio y adulto) dominante en las radiofórmulas de mediados de los años 1970 tras la muerte prematura del Glam Rock y su punto lúdico. Al mismo tiempo, bandas protopunk como The Stooges, MC5, The Flamin' Groovies o The New York Dolls se encargaron de mantener viva la llama y de servir de nexo de unión entre la escena original de los años 1960 y el posterior movimiento punk surgido en 1976-77.

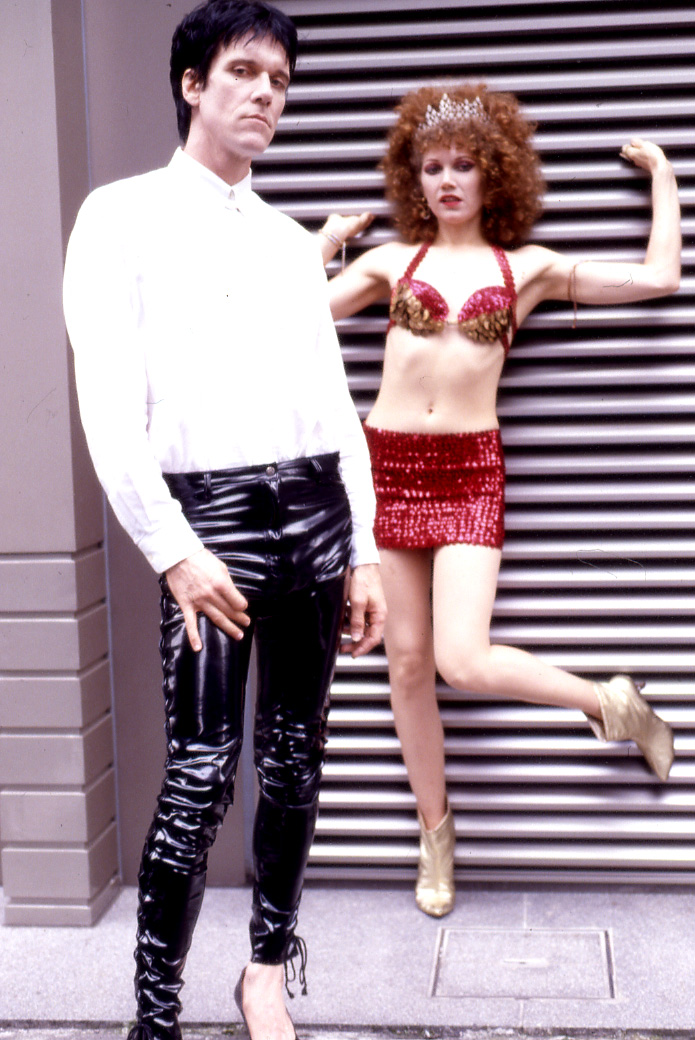
Lux Interior y Poison Ivy de The Cramps.

Como directa consecuencia de todo eso, es a partir de 1976-77 (con la aparición del movimiento Punk) cuando se inicia la verdadera reivindicación del sonido de las bandas garajeras de la década anterior. Grupos como The Ramones o The Dictators (entre otros muchos) reconocían sin ambages su querencia por el viejo rock'n'roll salvaje de 1965 o 1966 (que habían escuchado de niños y que habían redescubierto gracias a la recopilación de Lenny Kaye). Los punk-rockers estadounidenses de 1976-77, al tiempo que rechazaban los sonidos de los años 1970 —sobre todo el Rock Sinfónico, el Rock Progresivo, el "Rock de FM", el AOR y similares—, se declaraban herederos directos del garaje-punk estadounidense de mediados de los años 1960. De hecho, el empleo del mismo término (punk) fue un nexo de unión, explícito, conscientemente buscado, con la vieja escena del Garage Rock y, al mismo tiempo, una especie de puente con aquella época. Un puente que unía ambos movimientos y pasaba por encima de todo lo realizado desde finales de los años 1960 hasta mediados de los años 1970 (el Rock mainstream y cualquier cosa que se percibiese como una "domesticación", una desviación y una profesionalización del verdadero espíritu juvenil y rabioso del Rock'n'roll primitivo).
En pleno 1977 nacen en Nueva York The Fleshtones, una banda que aprovechó la estela del movimiento punk pero que, desde el principio, se diferenciaba de sus contemporáneos al reivindicar sin ningún disimulo el sonido del viejo Garage rock (además de otros estilos sesenteros asimilables como el frat-rock, el surf, el beat y el soul). Casi al mismo tiempo aparecen en California The Cramps, con una estética en principio muy diferente, pero con un espíritu más fiel, si cabe, a la tradición del rock de garaje y del rock'n'roll primitivo y amateur de la escena Sixties-punk. La aparición de esos dos grupos (y de algunos más, como The Modern Lovers, o los diversos avatares de Stiv Bators entre la disolución de The Dead Boys y la creación de The Lords of the New Church) supuso un auténtico punto de inflexión que desembocó, inevitablemente, en el surgimiento de varias bandas que siguieron, con mayor o menor fidelidad, su estela durante los primeros años de la década de 1980 (caso de los seminales DMZ).

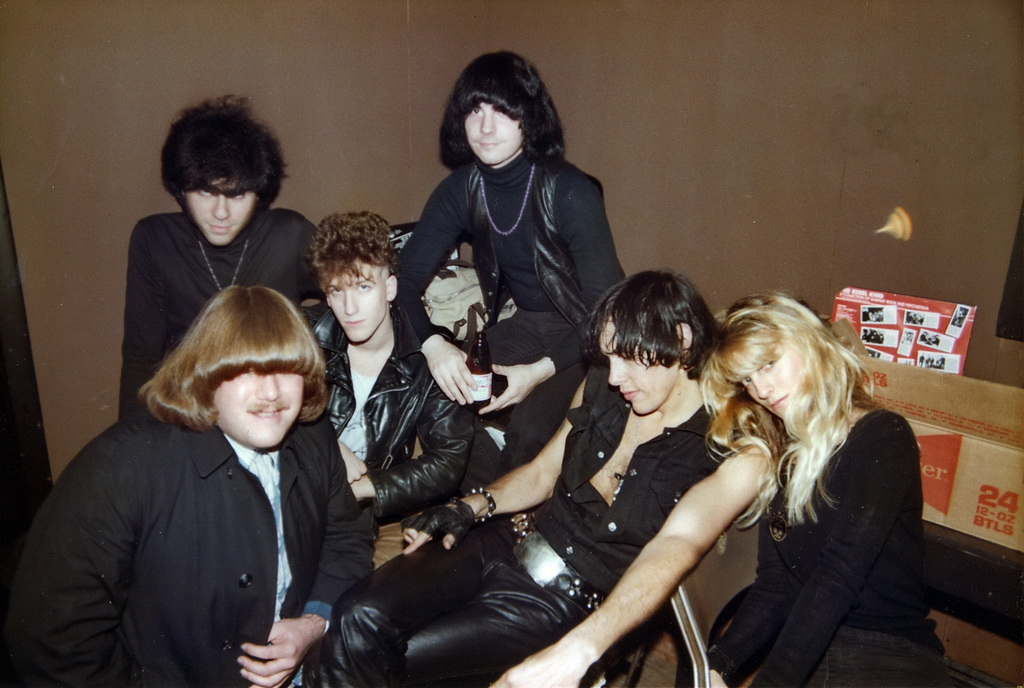
The Fuzztones en 1985.

Pero fue sobre todo a partir de 1983-84 cuando se produjo una auténtica explosión que trajo consigo la resurrección literal del garage rock (lo que se conoció como el garage revival), de la mano de bandas como The Fuzztones, The Chesterfield Kings, The Lyres, The Cynics, The Miracle Workers y docenas más. En este caso no se usaron coartadas estéticas ni ideológicas. La reivindicación del viejo rock'n'roll de garaje era tan explícita que los nuevos grupos intentaban reproducir el sonido de los sesenta de forma casi arqueológica (en sus discos recurrían a trucos de estudio y producción para conseguir que sonaran viejos). Incluso imitaban en su aspecto, en sus ropas y en sus cortes de pelo a las bandas originales de 1966 o 1967. Este movimiento, que se conoció en su día con el nombre de "Garage revival", nació en Estados Unidos pero se extendió rápidamente por todo el mundo (sobre todo por la Europa continental, Australia y Japón) y conoció su auge entre 1985 y 1990.
Miles de grupos surgieron a la largo y ancho de todo el planeta, destacando especialmente Suecia (donde la moda arraigó de forma especial. Desde la aparición de The Nomads, The Creeps, The Sinners y otros a principios de los años 1980, es uno de los países que más bandas de garage revival ha aportado al mundo), Australia, España (donde se desarrolló la segunda escena más potente de Europa, tras la sueca, con grupos como Sex Museum, The Nativos o Los Furtivos), Japón, Alemania, Italia, Grecia (donde destacaron The Last Drive) y Francia (con formaciones como Les Playboys, Les Surrenders o Les Vietnam Veterans). Además, se reeditaron los viejos discos de las bandas de los años 1960, así como multitud de recopilatorios (el mítico Nuggets se convirtió en una serie, seguido por Pebbles, Back From The Grave y cientos más, donde se exhumaban grabaciones de grupos prácticamente ignotos) y se oficializó el término garage Rock (y su alternativa garage punk o Sixties-punk), con lo que el género alcanzó una enorme popularidad a nivel mundial (aunque ninguna canción o banda relacionada con él se acercó nunca a las listas de éxitos).
Este movimiento coincidió, además, con un resurgimiento del Rock'n'Roll clásico de raíces estadounidenses (lo que con el paso de los años ha dado en llamarse Americana), del surf rock, del beat, del soul clásico, de la cultura mod y, sobre todo, de la psicodelia (la "neopsicodelia" de los años 1980, el Paisley Underground estadounidense, etc.), de forma que más que de un "Revival del Garaje-Rock" podría hablarse de un "Revival de los años 1960" en sentido amplio. Esta ola revivalista fue tan intensa que es imposible obviar su influencia en buena parte de la música y la estética pop de la segunda mitad de los años 1980 (incluido el mainstream). Hay quien afirma que sin ella no podría entenderse el nacimiento, ya a principios de la década de 1990, del rock alternativo (o indie), de cierto sector temprano de la música dance (por ejemplo, la que surgió en la estela del Mánchester Sound) y del grunge (que, según algunos, fue en parte influenciado por el rock de garaje que hicieron en Seattle, veinte años antes, bandas como The Sonics o The Wailers. Siendo una afirmación discutible, sí es cierto que pueden apreciarse débitos con el garage rock en el sonido de grupos como Mudhoney o los primeros Nirvana).

## El garage rock en los últimos años

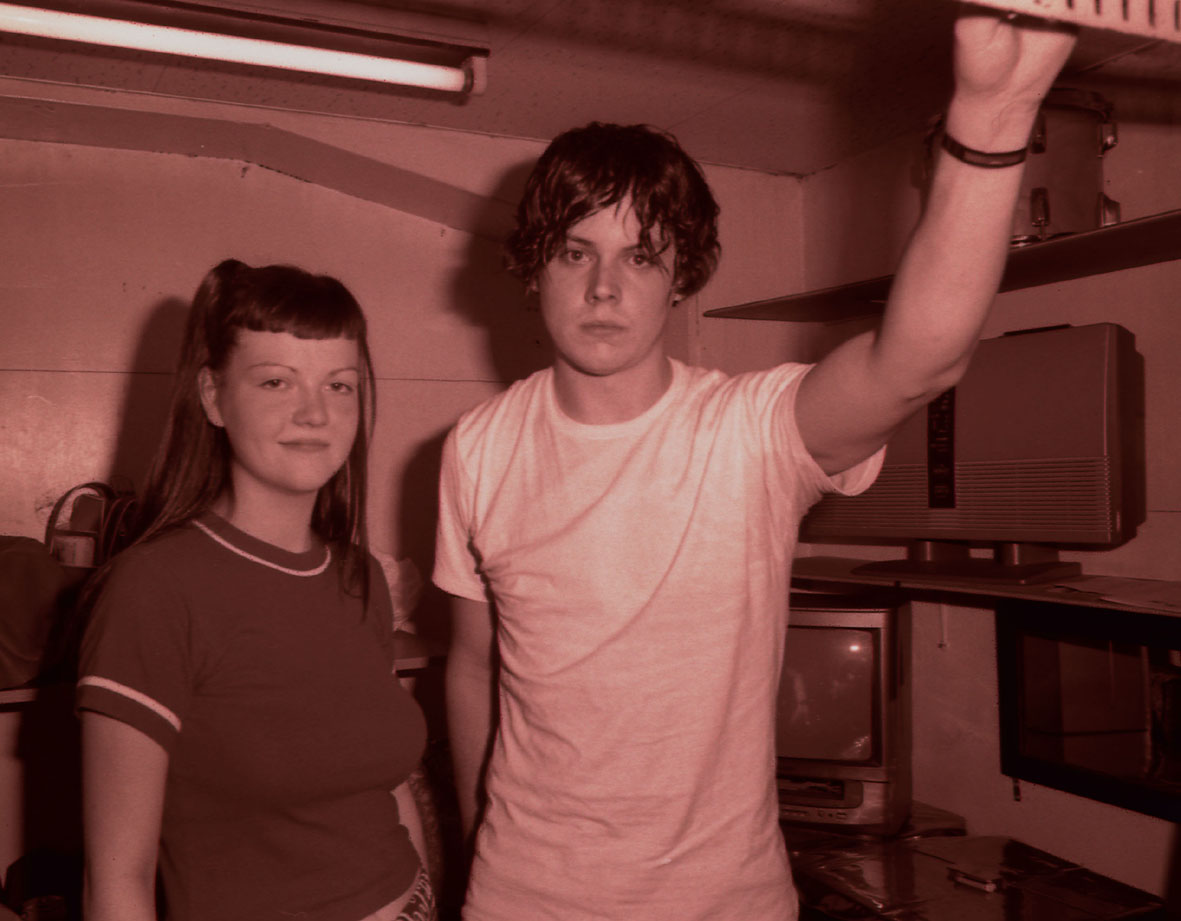
The White Stripes en los años 1990.

Tras el revival de los años 1980, el rock de garaje (o garaje punk) se ha mantenido activo a lo largo de los 1990 hasta la actualidad, ya entrados los 2010, gracias a multitud de sellos discográficos independientes que han seguido apostando por las bandas de rock and roll primitivo. Algunos de los sellos discográficos independientes más prolíficos han sido Estrus, Rip Off, In The Red, Telstar, Crypt, Dionysus, Get Hip, Bomp! y Sympathy for the Record Industry en Estados Unidos. En Europa destacaron el ya desaparecido New Rose (Francia) y, sobre todo, Munster Records (España).
A fines de los años 1990, Steven van Zandt ("Little Steven", guitarrista de la E Street Band de Bruce Springsteen), se convirtió en portavoz y defensor del rock de garaje promoviendo conciertos y festivales por todo Estados Unidos. En el año 2002 creó un programa de radio llamado Little Steven's Underground Garage y el canal Underground Garage en la red de radio por satélite Sirius Satellite Radio. Van Zandt ha definido el formato musical de sus programas como "grupos que han inspirado a Los Ramones, grupos inspirados por Los Ramones y Los Ramones".

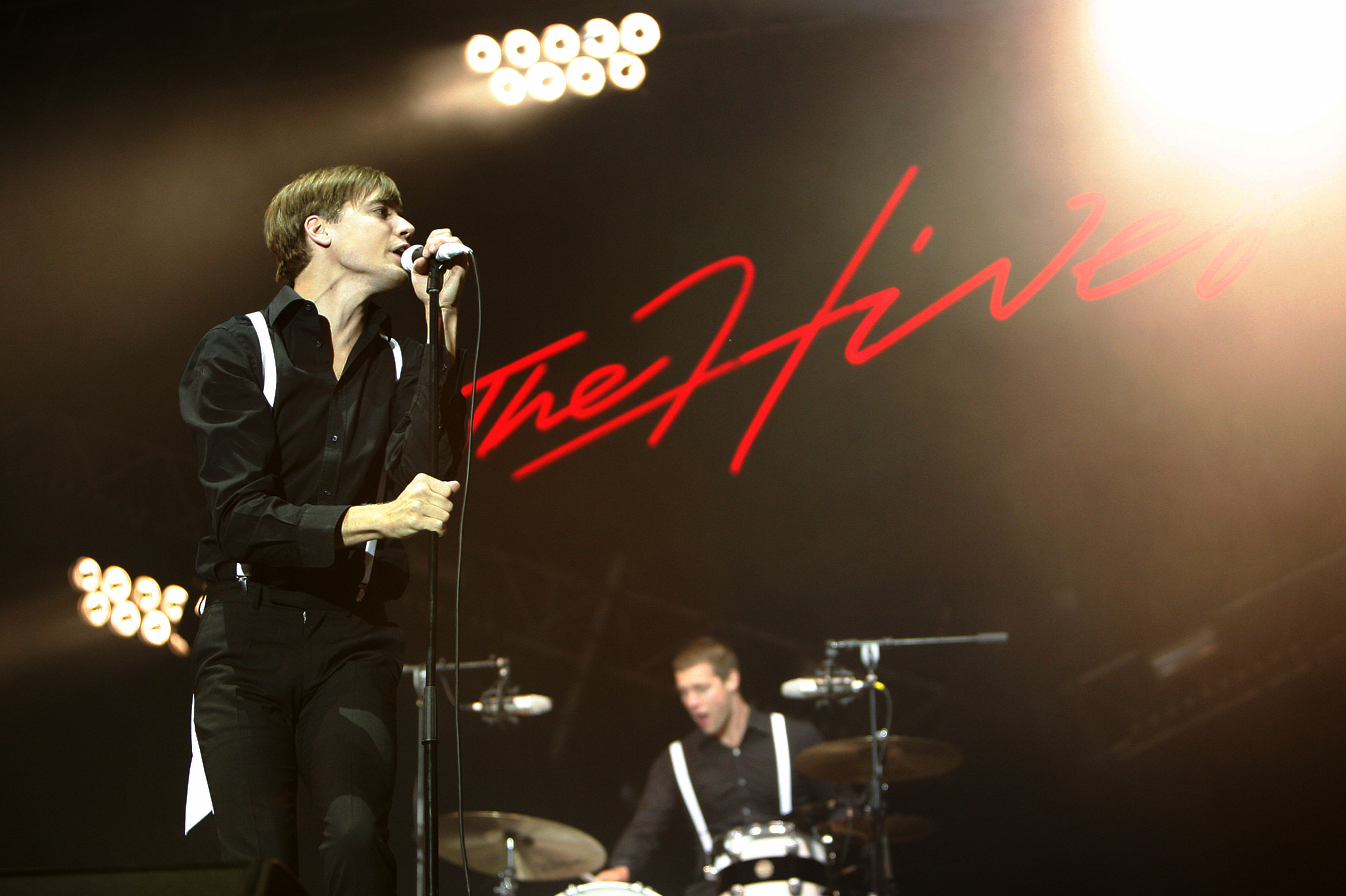
The Hives.

A mediados de la década del 2000, el garage rock experimentó un nuevo resurgimiento. Hasta el punto de que algunas bandas que podrían ser consideradas como parte de la escena garajera adquirieron presencia en los grandes medios y cobertura en la radio comercial, algo que nunca había pasado hasta ese momento. Este nuevo impulso fue dado, en primer lugar, por grupos como The Strokes (que en un primer momento jugaron la baza del garage rock), The Hives y The White Stripes. The White Stripes provenían de la destacada escena garajera de Detroit (que también incluye a The Detroit Cobras, The Dirtbombs, Von Bondies, The Go, The Muggs o Payback). Hasta su reciente disolución fueron un ejemplo de fidelidad al espíritu original del garage rock (a pesar de que no pueden encasillarse en modo alguno en el género) en medio de un ambiente plenamente mainstream y, quizás, el único caso en que un grupo con vocación de garage band ha alcanzado algo parecido al éxito internacional. No obstante, hay que insistir en que presentar a The White Stripes como ejemplo de rock de garaje es, cuando menos, reduccionista y que su trayectoria les ha hecho abarcar otros géneros del Rock'n'roll.
Además de las citadas, ha habido bandas como The New Bomb Turks, The Black Lips, The Black Keys, Oblivians, The Gories, Dead Moon, los japoneses Guitar Wolf, Lost Sounds, Black Rebel Motorcycle Club y, sobre todo, los suecos The Hellacopters que han tenido también presencia en la escena underground y, puntualmente, en el mainstream.

## El Garage Rock en Latinoamérica

### Años 1960. Los pioneros

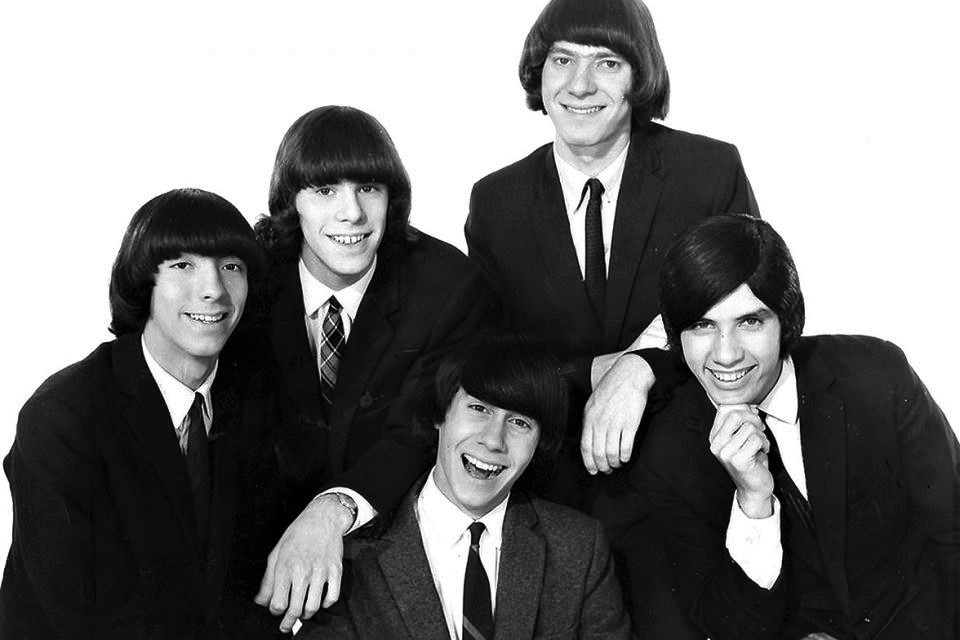
Los Mockers de Uruguay en 1966.

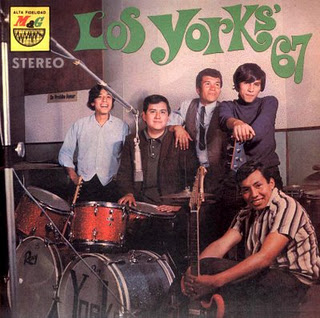
Los York's de Perú (1967).

Aunque ya se ha mencionado que el rock de garaje, como movimiento (y estilo) solo existió realmente en los EE. UU. y Canadá, hay que reconocer que en Latinoamérica (como en otras partes del mundo —Europa, Australia o Japón—) hubo muchas bandas que se acercaron al género, tanto en espíritu como en estética.
En Perú durante los años 1960, existió una escena que, quizás, es lo más asimilable al garage rock original que existió fuera de Norteamérica y que allí se denominó "Rock Colérico". Los Saicos fueron la banda más destacada (aunque hubo otras, como Los York's, el solista Jean Paul "El troglodita" o Delai Alamos y sus King Stars). Los Saicos, en concreto, grabaron exclusivamente en castellano y, en lugar de hacer versiones, solamente editaron canciones propias. Sus temas producidos entre 1964 y 1966 son, posiblemente, lo más cercano al espíritu garage original que existió por aquel entonces fuera de los Estados Unidos. De hecho, la reedición de sus discos a partir de los años 2000 por sellos europeos (españoles) los ha terminado consagrando, a nivel mundial, como verdaderos pioneros del proto-punk, con todos los honores. 
México también destacó con bandas como Los Sleepers con su tema titulado "Zombie" (que es de 1961 y por lo tanto muy anterior a la Invasión Británica; pero en el que se aprecian ya elementos claramente proto-punks), Los Sinners con su tema "Rebelde Radioactivo" de 1964, Los Monjes, Los Yaki, Los Ovnis y otros. Su cercanía a Estados Unidos se dejó notar en una especial tendencia a los sonidos crudos y ásperos entre ciertos grupos y, también, por una evidente receptividad (siquiera fuese implícita) hacia lo que estaba ocurriendo "al otro lado de la frontera". En México siempre pesaron mucho las tendencias e influencias musicales estadounidenses, más que en ninguna otra parte de Latinoamérica (con la posible y fugaz excepción de la Cuba prerrevolucionaria y del inevitable Puerto Rico). De forma que incluso la "invasión británica" llegó, de alguna manera, a través del filtro de los Estados Unidos.
No hay que olvidar a bandas de otras partes que, en un momento u otro, se acercaron al estilo, como Los Gatos, Los Bestias o Los Knacks de Argentina; Los Jocker's y Los Vidrios Quebrados de Chile; Los Flippers, Los Speakers y Los Yetis de Colombia; y, sobre todo, Los Shakers y Los Mockers de Uruguay (estos últimos uno de los grupos latinoamericanos de los años 1960 cuyo sonido, totalmente influido por los Rolling Stones, más se acerca al sonido garajero original de las bandas estadounidenses de la época).
No obstante, hay que insistir en que en ninguno de los países citados existió una escena de rock de garaje, algo que solo puede aplicarse a las bandas estadounidenses y canadienses.

### El revival del Garage Rock en Latinoamérica (años 1980 hasta la actualidad)

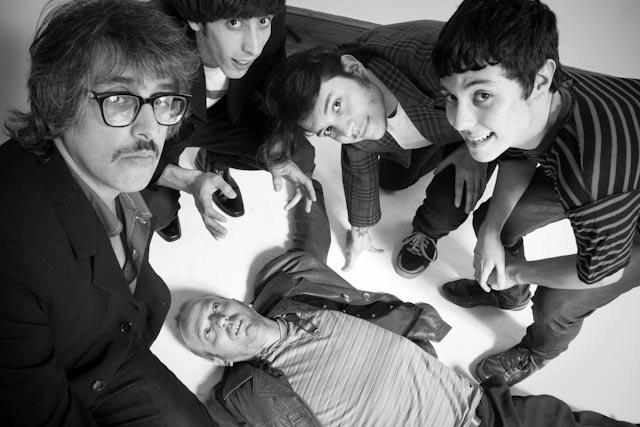
Los Telépatas de Argentina en 2011.

El garage revival de los años 1980 también terminó llegando a Latinoamérica, aunque con cierto retraso y con menor intensidad que en los Estados Unidos, Europa o Australia. Aun así, hubo dos países donde el revival tuvo especial incidencia a finales de los años 1980 y principios de los años 1990: Argentina y México. Y, muy posteriormente, ya en la década de los años 2000 y 2010, otros tres: Brasil, Colombia y Uruguay.
En Argentina, a pesar de ser el país con la tradición rocanrolera más larga y constante de toda Latinoamérica, el Revival del garage rock tuvo lugar, como ya se ha señalado, relativamente tarde (aunque antes que en el resto del subcontinente). Así, no fue hasta finales de los años 1980 y principio de los años 1990 cuando surgieron algunos grupos como Los Telépatas, Amor Indio y La Celebración que, inspirados en bandas clásicas como The Kinks y The Sonics o más modernas como The Fuzztones, reivindicaron los sonidos sixties. En la actualidad dichas bandas siguen existiendo y son la influencia fundamental para nuevos grupos que practican, de una u otra forma, estilos similares al rock de garaje como Los Peyotes, The Tormentos (estos más escorados hacia el surf instrumental), Satan Dealers (en su primera época) o Utopians (que sin ser exactamente una banda de Garage-rock, incluyen ese sonido entre sus referencias).
También en México surgió, aunque algo más tarde (ya a finales de los años 1990 y principios de los años 2000), una escena underground muy potente relacionada con el Garage, el Sixties Punk y los sonidos crudos del rock and roll, que ha llegado con excelente salud hasta nuestros días. En ella destacan, entre otros muchos, grupos como Los Mustang 66, Las Ultrasónicas, Los Explosivos, Los Infierno, Twin Tones, Los Jóvenes Salvajes, Jessy Bulbo, Los Chicos Problema, Las Pipas de la Paz, Las Vinylators, Olaf From The Future, Hastinos, Los Agradables o Los Bigams. De hecho, la escena garajera mexicana es, a día de hoy, de las más vitales y dinámicas de toda Latinoamérica. Aparte de a su propia tradición rocanrolera (solo comparable a la argentina tras el "bache/paréntesis" que sufrió en los años 1970), esa pujanza puede deberse a la evidente cercanía a la fuente original del Rock de Garaje (Estados Unidos) y, también, a la fluidez de sus contactos e influencias con la escena europea (en concreto la española).

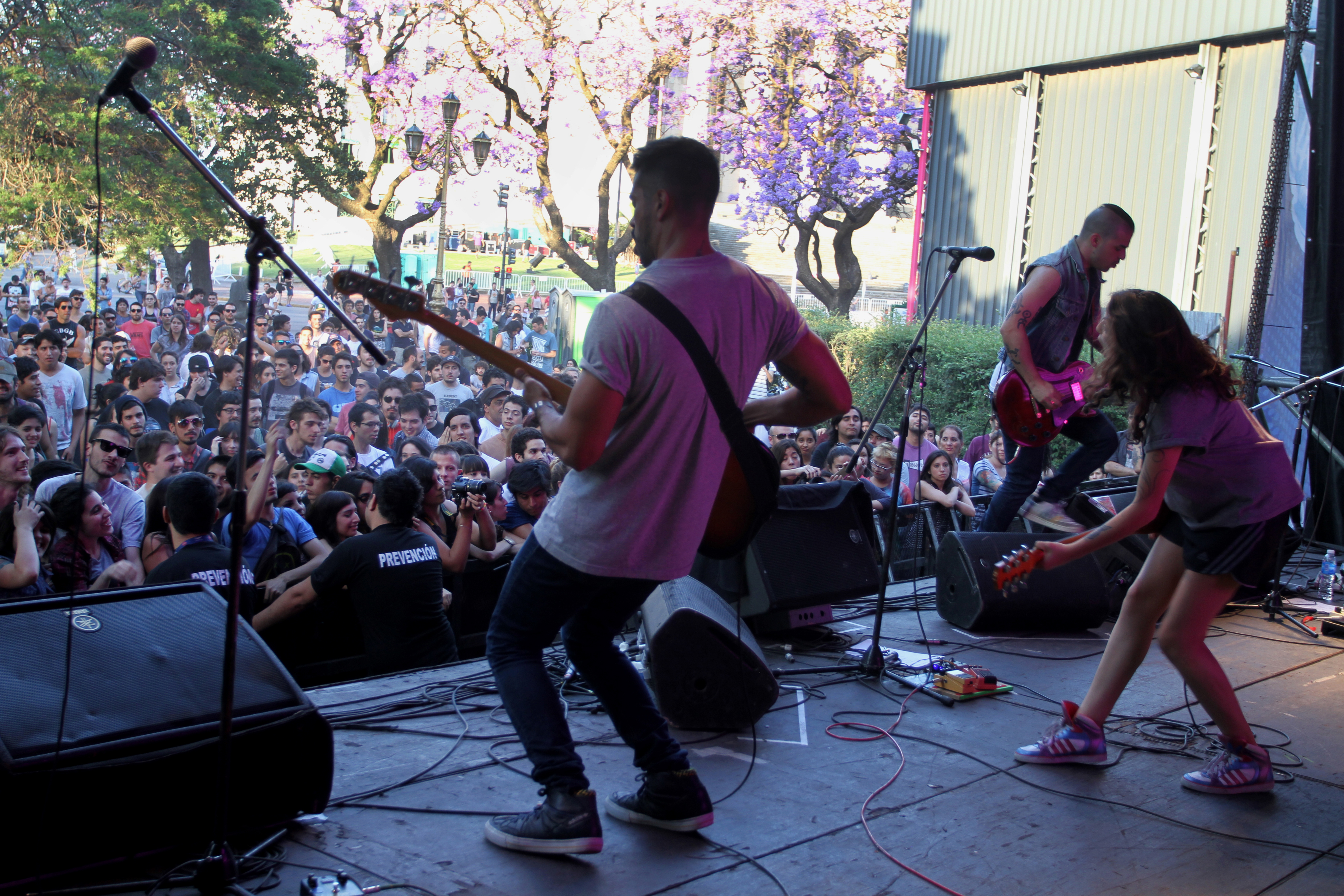
Utopians en vivo (2014).

A destacar, a partir de los años 2000, la escena garajera de Brasil, un país que cuenta con una tradición musical especialmente notable, original e idiosincrática (ella sola ha dado al mundo estilos tan característicos como la bossa nova y otros). En los años 1950 y 1960 alumbró multitud de bandas y solistas que practicaban una peculiar fusión de pop, rock'n'roll y (en su momento) psicodelia, con unas cualidades que los diferencian del resto del subcontinente. No obstante, el revival garajero de los años 1980 no tuvo especial incidencia. Hubo que esperar hasta la década de 2000 para que apareciesen grupos influenciados por ese tipo de sonidos. Entre ellos destacan los extraordinarios Os Haxixins -a día de hoy una de las mejores bandas de garage rock de toda Latinoamérica-, The Human Trash o Garotas Suecas (más escorados hacia el soul).
La Nueva escena garajera de Colombia surgió a partir del año 2006 en la ciudad de Bogotá, con agrupaciones como Los Neuronas, Nanook el último Esquimal, Los Plankton, The Kitsch, The Suck's o Billy Garage & Los Esqueletos; cuyos sonidos retoman desde el Beat de los años 1960 hasta el Garage Revival de los años 1980; y que están influenciadas por bandas como The Sonics, The Monks y The Gruesomes. Desde la ciudad de Cali se pueden reconocer propuestas afines con la sonoridad del Garage rock en bandas como The Black Foxes y Los Macarras, las cuales aparecieron en escena aproximadamente desde el año 2014.
Por último, reseñar que también Uruguay se ha incorporado vigorosamente a la escena garajera latinoamericana a principios del siglo XXI con ejemplos recientes y tan notables como The Funtastic Vagoos, Jesse & the Sheena Lovers y Los Ultraman, bandas que recogen el testigo dejado en los años 1960 por grupos tan importantes y ya citados como Los Mockers o Los Shakers.